# ごさい漬け
ごさい漬け（ごさいづけ）は、茨城県鹿行地域の郷土料理。サンマ（イワシやサケが使われることもある）とダイコンの塩漬けである。
しおからこうことも呼ばれる。

## 概要
かつては、イワシが用いられており、特にセグロイワシで作るごさい漬けが美味とされていた。安価な魚であり、時期になるとバケツ1杯でも無料同然の価格で販売されていた。12月になると各家庭で正月用のご馳走としてごさい漬けを作っていた。
ごさい漬けは、各家庭で作るものであり、使用される食材や味付けも各家庭ごとに異なっていた。「浜で拾ってきたイワシで漬けた」というような話も伝わる。
そのままでも食されるが、醤油などの調味料をかけて食すこともある。
作る手間の多さや、昔ながらの製法が温暖化によって巧くいかなくなったなどの理由で、ごさい漬けを作る家庭は減ってきている。

## 名称の由来
『鉾田の文化』第35号（石崎勝三郎）の「「ごさい漬け」の語源に関する一考察と製法」に依れば、脂肪分の少ない小型のイワシを「こさい」と呼んでいたことから、変化して「ごさい」になったとされる。
この他にも以下の様な説がある。
- 後妻が漬けるから「後妻漬け」[1][3]
- 5つの食材（五彩）を使っているから「五彩漬け」[1][2][3]
- 後妻が、先妻の子どもに意地悪をするために、美味しくない漬物として食べさせたが意外と美味であったので広まった[2]。

## 作り方の例
1. サンマの頭と腹わたをとり、腹の中を洗って血と脂を落し、4等分から5等分にぶつ切りにする[1][3]。
2. 2週間から1ヶ月、塩をまぶして樽に漬け込む[1][3]。
3. 漬け込んだサンマを再び水で洗い、血と脂を流す[1][3]。
4. 一口大の半月切りにしたダイコンとサンマ、赤唐辛子、柚子の果汁と皮、塩の順に繰り返し入れて漬ける[1][3]。
5. 冷暗所か冷蔵庫内で保存をし、水をとり除きながら、2週間[1][3]。

ポイント
- サンマは脂が乗っていないものが良い。脂が酸化して味が悪くなる。
- ぶつ切りにする際に骨は残しておく。骨を抜くと、漬け込んだ時に身が潰れる。なお、骨は完成する頃には柔らかくなっている。